# Radio Feierwerk
Radio Feierwerk est une radio associative locale de Munich. Elle partage sa fréquence (92.4 FM) avec LORA München, Radio Horeb (de) et Christliches Radio München.

## Généralités
En 1993, le programme démarre sur la fréquence 92,4 MHz. La couverture technique dans la zone de diffusion du Grand Munich est de 2 290 000 habitants. Le programme est également disponible auprès de divers câblodistributeurs et sur Internet sous forme de diffusion en direct.
L'équipe éditoriale est composée d'employés permanents et indépendants. Il y a aussi des bénévoles. Les enfants et les adolescents participent également à la conception du programme sous la direction de l'éducation aux médias.
Lorsque les licences pour la fréquence 92,4 MHz sont attribuées en mars 2017, des demandes viennent de six personnes, de sorte qu'un compromis difficile doit être trouvé. Radio Feierwerk doit abandonner le dimanche soir, mais obtient tout le samedi.

## Programme
Radio Feierwerk s'adresse aux jeunes jusqu'à 30 ans. Il existe des programmes spéciaux pour les enfants et les adolescents, certains conçus par les enfants eux-mêmes, dans les domaines de la culture des jeunes, de l'art, de l'éducation, de la politique et des affaires sociales, notamment des magazines et des talk-shows. Il existe également des créneaux horaires pour la scène musicale et culturelle locale. Le programme est musicalement diversifié : musique indie, hip-hop, punk, musiques du monde, métal, électro, reggae, soul, hardcore, funk, drum'n'bass, rythmes balkaniques, post-rock, R'n'B et folk.

### Source de la traduction
- (de) Cet article est partiellement ou en totalité issu de l’article de Wikipédia en allemand intitulé « Radio Feierwerk » (voir la liste des auteurs).